# Fort-Moville
Fort-Moville település Franciaországban, Eure megyében. Lakosainak száma 510 fő (2022. január 1.). Fort-Moville Martainville községgel határos.

## Népesség
A település népességének változása:
| Lakosok száma | 266  | 244  | 261  | 367  | 449  | 476  | 500  | 522  | 526  | 510  |
|               | 1968 | 1982 | 1990 | 2006 | 2013 | 2015 | 2017 | 2019 | 2020 | 2022 |